# 关岛总督
关岛总督（英語：Governor of Guam），是美國非建制屬地關島的行政首长，地位相當於美國其他州的州長。关岛总督每届任期4年，由關島人民直接选举产生。

## 历任民選总督（1971年起）
| 任次 | 总督                                | 上任         | 离任         | 党派   | 副总督                                                                                    |
| ---- | ----------------------------------- | ------------ | ------------ | ------ | ----------------------------------------------------------------------------------------- |
| 1    | 卡洛斯·卡马乔 （1924－1979）        | 1971年1月4日 | 1975年1月6日 | 共和党 | 库尔特·莫伊伦 （1971年1月4日－1975年1月6日）                                              |
| 2    | 里卡多·博尔达洛 （1927－1990）      | 1975年1月6日 | 1979年1月1日 | 民主党 | 鲁道夫·萨博兰 （1975年1月6日－1979年1月1日 ）                                             |
| 3    | 保罗·麦克唐纳·卡尔沃 （1934－2024） | 1979年1月1日 | 1983年1月3日 | 共和党 | 約瑟夫·阿達 （1979年1月1日 －1983年1月3日）                                               |
| 4    | 里卡多·博尔达洛 （1927－1990）      | 1983年1月3日 | 1987年1月5日 | 民主党 | 爱德华·雷耶斯 （1983年1月3日－1987年1月5日 ）                                             |
| 5    | 約瑟夫·阿達 （1943 －）             | 1987年1月5日 | 1995年1月2日 | 共和党 | 弗兰克·布拉斯 （1987年1月5日－1995年1月2日）                                              |
| 6    | 卡尔·古铁雷斯 （1941 －）           | 1995年1月2日 | 2003年1月6日 | 民主党 | 马德琳·博尔达洛 （1995年1月2日－2003年1月6日）                                            |
| 7    | 菲力克斯·佩雷斯·卡马乔 （1957 - ）  | 2003年1月6日 | 2011年1月3日 | 共和党 | 卡利奥·莫伊伦 （2003年1月6日－2007年1月1日） 迈克尔·克鲁兹 （2007年1月1日－2011年1月3日） |
| 8    | 埃迪·卡尔沃 （1961－）              | 2011年1月3日 | 2019年1月7日 | 共和党 | 雷·特诺里奥 （2011年1月3日－）                                                            |
| 9    | 盧·萊昂·格雷羅 （1950－）           | 2019年1月7日 | 今           | 民主党 | 卢·莱昂·格雷罗 （2019年1月7日－）                                                         |